# 墨湖港站
墨湖港站（：／ Mukhohang yeok */?）是墨湖港线沿線的一座鐵路車站，位於韓國江原道東海市釜谷洞，現僅辦理貨運業務。

## 历史
- 1940年7月31日 - 落成使用[1]。

## 相鄰車站
韓國鐵道公社
墨湖港線
東海－墨湖港－墨湖